# Laplaigne
Laplaigne (en picard : El Plainne) est une section de la commune belge de Brunehaut située en Wallonie picarde dans la province de Hainaut.
C'était une commune à part entière avant la fusion des communes de 1977.

## Évolution démographique
- Sources : INS, Rem. : 1831 jusqu'en 1970 = recensements, 1976 = nombre d'habitants au 31 décembre.

## Histoire
Robert de Flines ( 1???-1673) est seigneur de Hautlieu (sur Riencourt-lès-Magnicourt), de Scin (sur Laplaigne), du Petit-Fresnois (sur Molenbaix). Fils de Jean, conseiller et procureur fiscal au bailliage de Tournai-Tournaisis et d'Adrienne Desmartin, il est avocat, licencié es droits, devient procureur général, conseiller au Conseil de Flandre, puis passe conseiller au conseil souverain de Tournai, et de ce fait anobli et fait chevalier Il meurt à Tournai le 4 décembre 1673. Il épouse à Tournai dans la chapelle du couvent des Frères mineurs capucins le 23 mai 1639 Isabeau Du Chambge (1619-1680). Fille de Monsieur Maistre Noël Du Chambge, licencié es lois, bailli de Pecq, de ce fait représentant le seigneur de Pecq aux États des bailliages de Tournai-Tournaisis et de Margeurite du Bus, elle est baptisée à Tournai le 1er mars 1619 et meurt à Tournai le 24 mars 1680, à 60 ans.

## Armoiries
|  | Blason de Laplaigne. Ces armes sont celles de Jehan de Ligne, sire de Le Plaigne, dont le sceau est appendu à une charte de 1287. Blasonnement : D'or à la bande de gueules chargée de trois coquilles d'argent. - Délibération communale : 10 juillet 1925 - Arrêté royal : 16 octobre 1926 - Moniteur belge : 27 novembre 1926 Source du blasonnement : Lieve Viaene-Awouters et Ernest Warlop, Armoiries communales en Belgique, Communes wallonnes, bruxelloises et germanophones, t. 1 : Communes wallonnes A-L, Bruxelles, Dexia, 2002, p. 201 |